# Нью-Ліберті (Айова)
Нью-Ліберті (англ. New Liberty) — місто (англ. city) в США, в окрузі Скотт штату Айова. Населення — 138 осіб (2020).

## Географія
Нью-Ліберті розташований за координатами 41°42′57″ пн. ш. 90°52′41″ зх. д. / 41.71583° пн. ш. 90.87806° зх. д. (41.715960, -90.877995).  За даними Бюро перепису населення США в 2010 році місто мало площу 0,25 км², уся площа — суходіл. В 2017 році площа становила 0,23 км², уся площа — суходіл.

## Демографія
Згідно з переписом 2010 року, у місті мешкало 137 осіб у 52 домогосподарствах у складі 38 родин. Густота населення становила 556 осіб/км².  Було 60 помешкань (244/км²).
Расовий склад населення:
| - 92,7 % — білих - 4,4 % — чорних або афроамериканців |

До двох чи більше рас належало 2,9 %. Частка іспаномовних становила 0,0 % від усіх жителів.
За віковим діапазоном населення розподілялося таким чином: 32,1 % — особи молодші 18 років, 55,5 % — особи у віці 18—64 років, 12,4 % — особи у віці 65 років та старші. Медіана віку мешканця становила 35,9 року. На 100 осіб жіночої статі у місті припадало 110,8 чоловіків;  на 100 жінок у віці від 18 років та старших — 116,3 чоловіків також старших 18 років.
Середній дохід на одне домашнє господарство  становив 63 785 доларів США (медіана — 56 563), а середній дохід на одну сім'ю — 77 368 доларів (медіана — 73 125). Медіана доходів становила 41 563 долари для чоловіків та 41 667 доларів для жінок. За межею бідності перебувало 0,7 % осіб, у тому числі 0,0 % дітей у віці до 18 років та 0,0 % осіб у віці 65 років та старших.
Цивільне працевлаштоване населення становило 63 особи. Основні галузі зайнятості: виробництво — 23,8 %, будівництво — 17,5 %, роздрібна торгівля — 15,9 %.